# Peste bubónica
La peste bubónica es una infección bacteriana grave producida por la bacteria Yersinia pestis en la que predomina la inflamación de ganglios linfáticos infectados. Cuando predomina la afectación pulmonar, la enfermedad recibe el nombre de peste neumónica. Los primeros síntomas son similares a los de la gripe y se presentan de uno a siete días después de la exposición a la bacteria. Entre estos síntomas se incluye la fiebre, dolor de cabeza y vómitos. Los ganglios linfáticos inflamados y dolorosos se producen en las áreas más cercanas a la zona donde la bacteria ingresó al organismo. Debido a la inflamación de los ganglios linfáticos, es posible que estos puedan abrirse y expulsar material purulento al exterior.

## Historia
La peste bubónica es endémica, principalmente, en Mongolia y es relativamente frecuente que surjan brotes aislados por la ingesta prohibida de carne de marmota.

### Primer brote

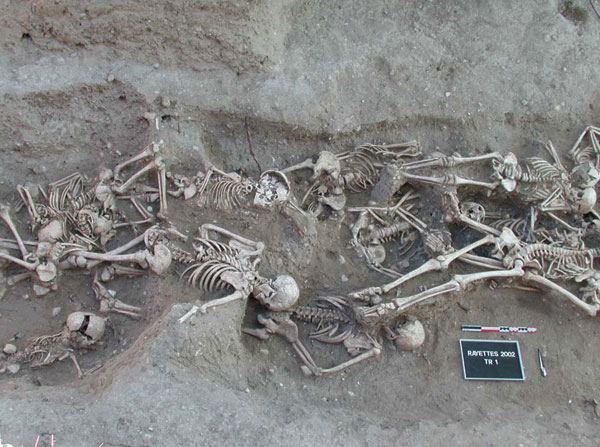
Personas que murieron de peste bubónica, en una fosa común de 1720-1721 d. C. en Martigues, Francia.

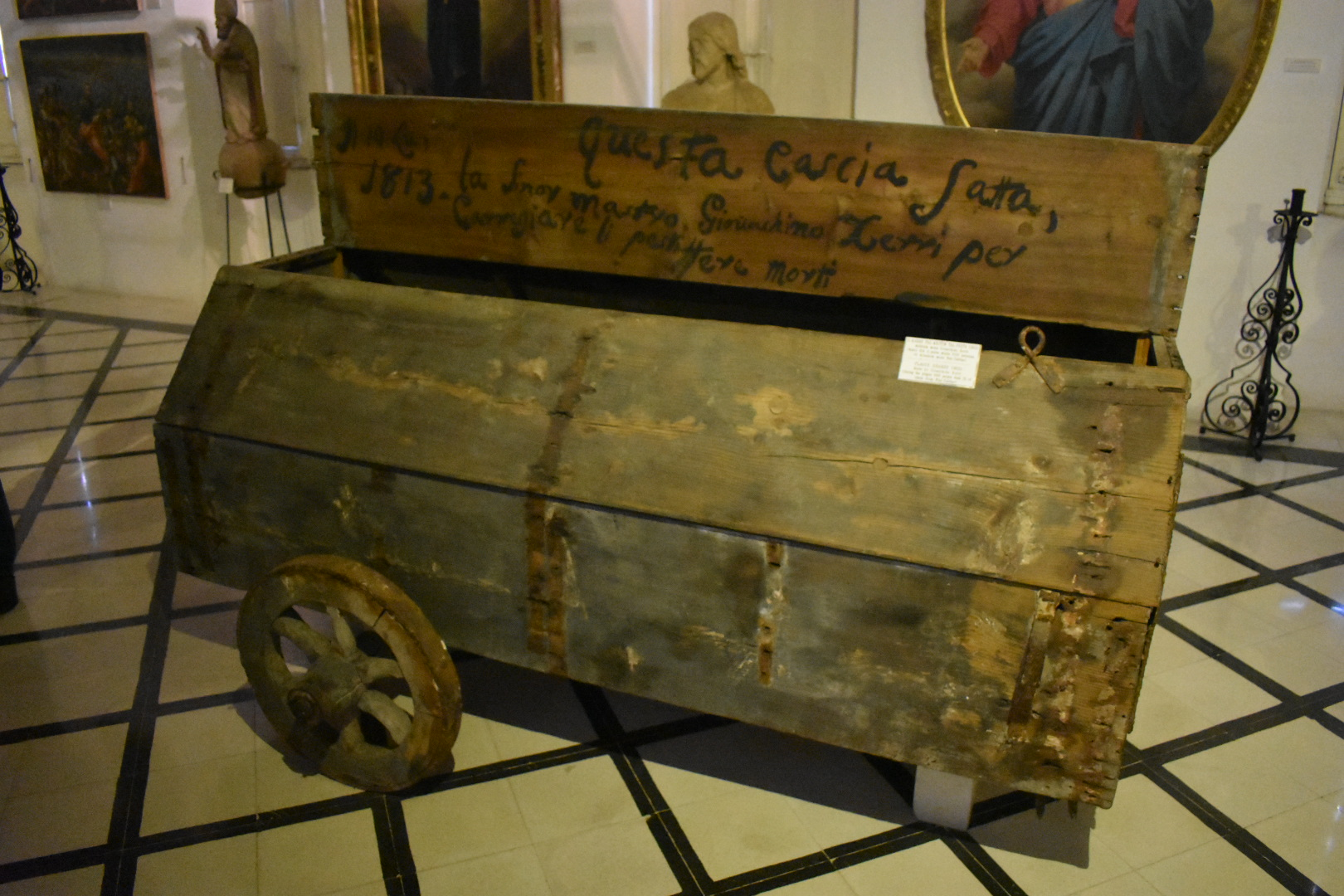
Vehículo utilizado para llevar a los muertos víctimas de la plaga en los años 1813-1814 en Malta, en el Museo del Santuario Żabbar.

La primera epidemia de la que se tiene registro fue la que afectó al Imperio romano de Oriente (Imperio bizantino) y fue nombrada como la “Plaga de Justiniano” por el emperador Justiniano I, quien fue infectado, pero sobrevivió gracias a un tratamiento intensivo.
 El resultado de esta pandemia se saldó con la muerte de aproximadamente el 25 % de la población (brote del siglo VI d. C.), unos 50 millones de personas. Procopio, historiador romano, escribió en el segundo volumen de la “Historia de las Guerras”, su encuentro personal con la enfermedad y observó su efecto sobre el Imperio en ascenso. En la primavera del año 542 d. C., la plaga llegó a Constantinopla, y se fue extendiendo de puerto a puerto llegando hasta el mar Mediterráneo, y posteriormente migró hacia el este por Asia Menor y el oeste hacia Grecia e Italia. La enfermedad se propagó por el tráfico de mercancías (bienes de lujo y otros suministros), la capital se convirtió en el principal foco de infección de la peste bubónica. Procopio, en su obra “Historia Secreta”, declaró que Justiniano era un demonio de un emperador que creaba la plaga o que estaba siendo castigado por sus pecados.

### Segundo brote
A finales de la Edad Media (entre 1300-1400 d. C.), Europa experimentó el brote epidémico más mortífero de la historia con la peste negra, la infame pandemia de la peste bubónica, que azotó Europa en el año 1347, matando a un tercio de la población europea. Algunos historiadores creen que la sociedad se volvió más violenta debido a que la tasa de mortalidad disminuyó la calidad de vida, incrementó la guerra, el crimen, la revuelta popular y las olas de flagelantes, así como la persecución de elementos considerados indeseables. La peste negra se originó en el Asia Central (Mongolia, donde es enfermedad endémica, incluso en la actualidad, o sus alrededores; llegó a Asia menor a través de los comerciantes musulmanes y desde Venecia se extendió por Italia y a través de otros países europeos. Los historiadores Ibn Al-Wardni y Al-Maqrizi creían que la peste negra se había originado en Mongolia. Los registros chinos también tenían un seguimiento sobre un gran brote que ocurrió en Mongolia a principios de la década de 1330 d. C. Una investigación publicada en el año 2002 sugiere que la enfermedad comenzó a principios de 1346 d. C. en la región esteparia, donde era endémica, y se extendió desde la costa noroeste del Mar Caspio en el sur de Rusia. Los mongoles cortaron la ruta comercial de la seda, entre China y Europa. Esto frenó la propagación de la peste negra, desde el este de Rusia hacia Europa occidental. La epidemia comenzó con un ataque por parte de los mongoles a la última colonia de comerciantes venecianos en la región de Caffa, en Crimea. A finales de 1346 d. C., una plaga estalló entre los sitiadores y penetró en la ciudad. Cuando llegó la primavera, los mercaderes venecianos huyeron en sus navíos, sin saber que acarreaban la peste negra en las pulgas de las ratas de sus navíos, introduciéndola en los puertos a los que arribaban. La plaga se extendió por las costas del mar Negro y, posteriormente, hacia el resto de Europa. La emigración provocada por el pánico extendió aún más la infección.
Había muchas creencias pseudomédicas para evitar la muerte por peste negra: una de las más populares era que, al caminar con flores alrededor de su nariz, la gente sería capaz de “evitar el hedor y el mal que les afligía”. La gente creía que la peste era un castigo de Dios, y que la única manera de librarse de la plaga era conseguir ser perdonado por Dios. Uno de los métodos para ser perdonados fue tallar el símbolo de la cruz en la puerta principal de una casa con las palabras “Señor, ten piedad de nosotros”.
Pistoya, ciudad italiana, llegó a promulgar normas y reglamentos para la ciudad y sus habitantes para mantenerlos a salvo de la peste negra. Las reglas establecían que, a nadie, se le permitía visitar ninguna zona infectada por la peste y si algún ciudadano lo hacía, no podría regresar a la ciudad. Otras reglas eran que ninguna prenda de lino o de lana debía ser importada a la ciudad y que no se enterrarían cadáveres en ella. A pesar de que la aplicación de estas normas era estricta, la ciudad finalmente se infectó. Los individuos que no habían sido contagiados con la peste se reunían en grupos y se mantenían alejados de los enfermos. Los que sí, comían y bebían recursos limitados y no se les permitía una comunicación oral, porque se tenía la creencia de que solo con hablar aumentaba la posibilidad de transmitir la enfermedad.
Mientras que Europa estaba siendo azotada por la enfermedad, el resto del mundo no se vio afectado con tanta severidad. En la India, la población aumentó de 91 millones en el año 1300, a 97 millones en el año 1400 y hasta 105 millones en el año 1500. La región de África subsahariana no fue afectada por la plaga.
Los siglos siguientes fueron marcados por varios brotes localizados o regionales de menor gravedad. La Peste de San Cristóbal de La Laguna (1582-1583), la Gran Plaga de Milán (1629-1631 d. C.), la Gran peste de Sevilla (1647), la Gran peste de Londres (1665-1666), la Gran peste de Viena (1679), la Epidemia de peste en la Gran Guerra del Norte (1708-1712), la Gran peste de Marsella (1720), la Gran Peste de 1738 y la Peste de Caragea (1813-1814) fueron los últimos brotes importantes de la peste bubónica en Europa.

### Tratamiento tradicional
Los médicos medievales creían que la peste había sido creada debido al aire corrompido por el tiempo húmedo, los cuerpos no enterrados y los vapores producidos por falta de higiene. El tratamiento que se recomendaba era una buena dieta, descanso y reubicación a un ambiente no infectado para que el individuo pudiera tener acceso al aire limpio. Estas medidas ayudaron, pero no por las razones que los médicos creían. En realidad, funcionaban debido a que se recomendaba alejarse de lugares insalubres, y que la gente huía de los roedores que albergaban a las pulgas que propagaban la infección. Sin embargo, esto también ayudaba a extender la infección a nuevas áreas que no estaban infectadas.

### Tercer brote

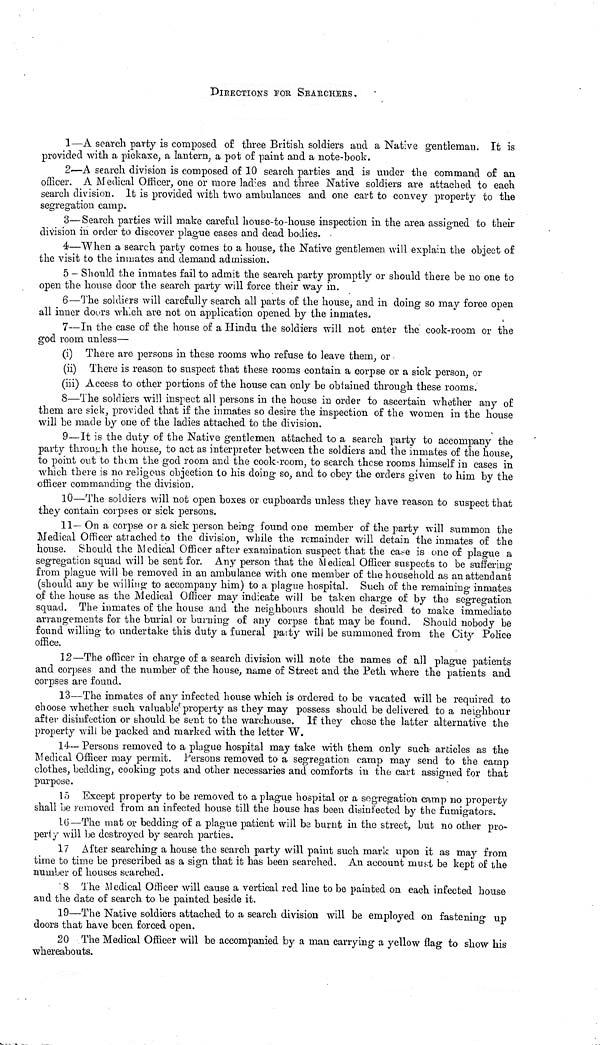
Indicaciones para las personas, en Poona (ahora Pune) durante la plaga de 1897.

La plaga surgió por tercera vez a mediados del siglo XIX, y al igual que los dos brotes anteriores, este también se originó en Asia Oriental, donde es endémica. El brote inicial ocurrió en la provincia de Yunnan en China, en el año 1855. La enfermedad permaneció localizada en el suroeste de China durante varios años matando a 80 000 personas en junio de ese año. El flujo de agua cercano a la ciudad de Hong Kong hizo que la enfermedad se propagara de manera rápida, y matara a más de 2400 personas en dos meses.
Desde China, la plaga se propagó al subcontinente indio alrededor del año 1896. Durante los siguientes treinta años, la India perdería 12.5 millones de habitantes por la peste bubónica. La enfermedad se vio observada principalmente en las ciudades portuarias, comenzando por Bombay. En 1899, el brote se extendió a comunidades más pequeñas y a áreas rurales en diversas regiones de la India. El mayor impacto de las epidemias de peste fue en el oeste y norte de la India, mientras que el este y el sur no estuvieron afectados. En el último periodo, más de 12 millones de personas murieron a causa de la peste en la India (incluyendo el actual Pakistán y Bangladés) y China.
En 1899, la plaga alcanzó algunas islas de Hawái. El primer indicio de la enfermedad fue encontrado en el Barrio Chino de Honolulu en Oahu. Este poblado estaba situado muy cerca de los muelles de la isla, y las ratas de los buques de carga provenientes de China pudieron desembarcar en esta zona sin ser vistas. A medida que las ratas, huéspedes de las pulgas portadoras de la enfermedad, se adentraron en la ciudad, la población empezó a enfermar. El 12 de diciembre de 1899, se confirmó el primer caso de peste bubónica. La junta de Salud pensó rápidamente en las medidas para la prevención de la propagación de la enfermedad. La solución acordada fue quemar los edificios en Chinatown que se pensaba eran foco de infección. El 31 de diciembre de 1899, la comisión encargada fijó el primer fuego de un edificio en Chinatown para el exterminio de la plaga. Originalmente se habían planeado quemar solo unos pocos edificios apuntados, y pensaron que los incendios se podían controlar una vez que el edificio estuviera destruido, pero el incendio se descontroló, lo que provocó que edificios aledaños se incendiaran. El incendio resultante causó que muchas viviendas del Barrio Chino fueran destruidas, dejando a la gente sin hogar.

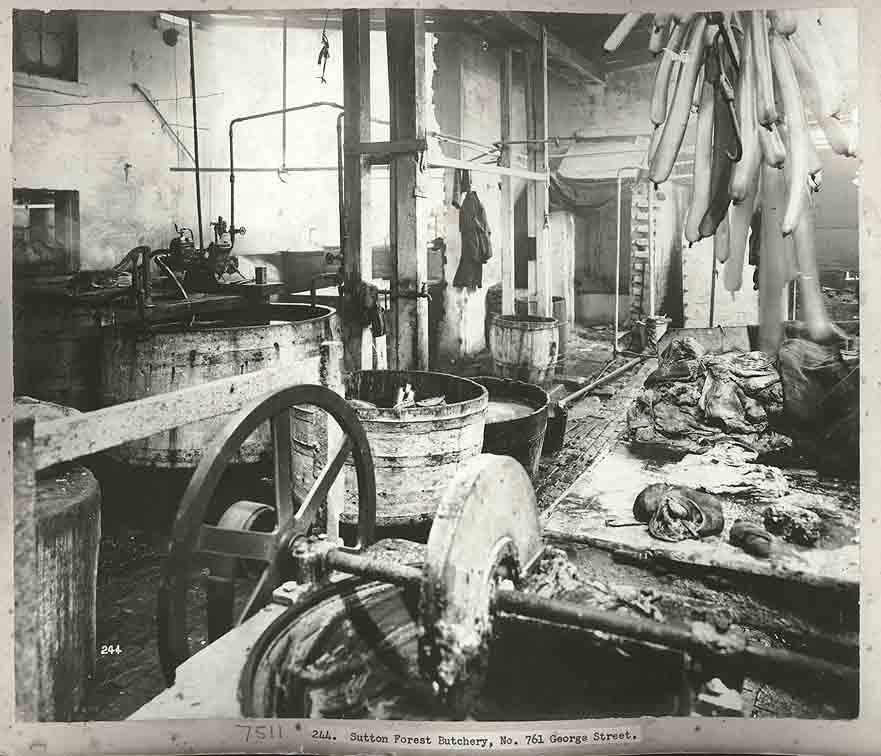
Serie de imágenes que representan el estado de las casas y edificios de «barrios bajos» en Sídney, Australia al momento del brote de 1900, y las operaciones de limpieza y desinfección que siguieron.

Australia sufrió 12 brotes de la peste entre 1900 y 1925 originados por el desembarco. La investigación por parte de los médicos Thompson, Armstrong y Tidswell contribuyeron a la comprensión de la propagación de Yersinia pestis en los seres humanos por parte de la picadura de pulgas infectadas.
Según la Organización Mundial de la Salud (OMS), la pandemia fue considerada activa hasta el año 1959, cuando las víctimas mundiales eran de alrededor de 200 por año. En el año 1994, un brote de peste en cinco estados de la India causó alrededor de 700 infecciones (incluyendo 55 muertes) lo que provocó, a su vez, una gran migración de indios, esto con el fin de evitar la peste. Se dio en barcos, que contenían ratas en su interior, y que tenían pulgas infectadas.
En el año 2020, se reportaron tres casos en Asia (dos en Mongolia y uno en China) relacionados con marmotas.

## Epidemiología
La plaga bubónica se propaga principalmente por la picadura de pulgas infectadas que habitan en roedores. También se puede propagar mediante la exposición a los fluidos corporales de un animal infectado con peste. En la forma de peste bubónica, las bacterias entran por la piel debido a la picadura de las pulgas. Una vez en el interior del organismo, las bacterias viajan a través de los vasos linfáticos hasta los ganglios linfáticos, que se hinchan. El diagnóstico se realiza encontrando las bacterias en la sangre, esputo o líquido de los ganglios linfáticos.

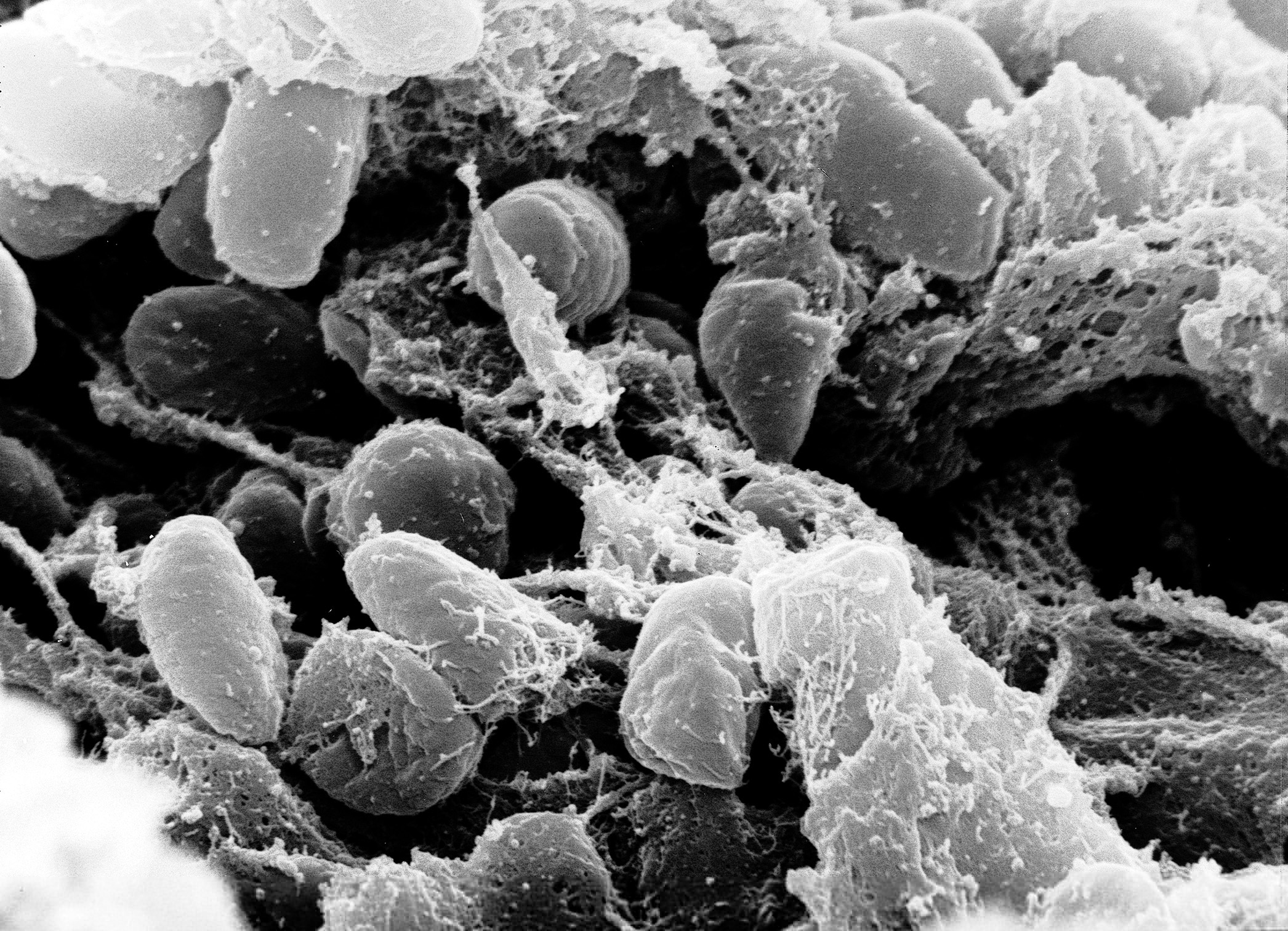
Microfotografía electrónica de barrido que muestra una masa de bacterias Yersinia pestis (causantes de la peste bubónica) en el intestino anterior de la pulga vector

Esta enfermedad es endémica en Mongolia. La prevención se realiza a través de medidas de salud pública por ejemplo erradicando los roedores de las ciudades y lugares habitados. Existen varios antibióticos que son eficaces para el tratamiento, entre los que se incluyen la estreptomicina, gentamicina y doxiciclina. La peste puede ser una enfermedad muy grave para el ser humano. En ausencia de tratamiento, la peste bubónica tiene una tasa de letalidad del 30 % al 60 %, y la neumónica resulta invariablemente mortal. La muerte, si es que ésta sucede, se da aproximadamente en diez días. Con el tratamiento adecuado el riesgo de muerte es de un 10 %.
La peste es la causa de la "muerte negra" que se propagó en Asia, Europa y África en el siglo XIV y que mató a unas 100 millones de personas, es decir entre el 25 % y el 60 % de la población europea. Debido a que la peste mató a una gran parte de población trabajadora, los salarios aumentaron, debido a la demanda de mano de obra. Algunos historiadores clasifican esta época como un punto de inflexión en el desarrollo económico europeo. El término “peste bubónica” se deriva de la palabra griega “βουβών” que significa ingle. El término “bubones” se utiliza para referirse a los ganglios linfáticos inflamados y en las ingles.

## Etiología

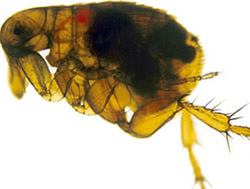
Pulga de rata oriental (Xenopsylla cheopis) infectada con la bacteria Yersinia pestis; la bacteria aparece como una masa oscura en el intestino. El intestino de esta pulga está bloqueado por una capa de Y. pestis. Cuando la pulga intenta alimentarse de un huésped no infectado, Y. pestis se regurgita en la herida, causando infección.

La peste bubónica es una infección en el sistema linfático, producida por la mordedura de una pulga infectada, Xenopsylla cheopis (la pulga de rata). La pulga es un parásito en las ratas de casa y de campo, que busca otra presa cuando el roedor en el que habita muere. Las bacterias se localizan en el aparato digestivo de las pulgas infectadas de tal forma que cuando la pulga pica, regurgita el contenido intestinal, que infecta el punto de la picadura. De esta forma las bacterias atraviesan la piel y alcanzan los ganglios linfáticos, donde pueden resistir la fagocitosis e incluso reproducirse dentro de los fagocitos y matarlos. A medida que la enfermedad progresa, los ganglios linfáticos se hinchan. La peste bubónica puede extenderse a la sangre y diseminarse (peste septicémica) o llegar al pulmón y provocar peste neumónica.

## Cuadro clínico

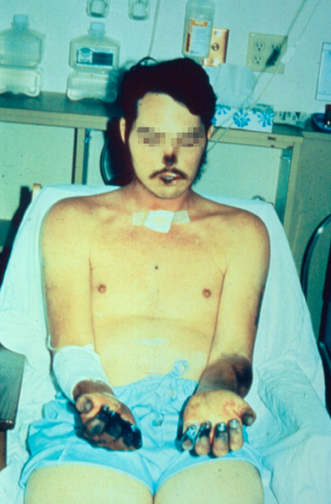
Necrosis acral de la nariz, labios, dedos y equimosis residual sobre ambos antebrazos. Se ve cómo la persona se recupera de la peste bubónica que se diseminó a la sangre y los pulmones.

El síntoma más conocido de la peste bubónica es la existencia de uno o más ganglios linfáticos infectados, agrandados y dolorosos, conocidos como bubones. Tras ingresar en el organismo por la picadura de una pulga infectada, la bacteria Yersinia pestis alcanza un ganglio linfático donde comienza a reproducirse. Los bubones asociados a la peste se encuentran comúnmente en las axilas, la parte superior del fémur, la ingle, y la región del cuello. La gangrena acral (se refiere a los dedos de las manos, pies, labios y de la nariz) es otro de los síntomas más comunes.
Los síntomas de la peste aparecen repentinamente días después de la exposición a la bacteria. Los síntomas incluyen:
- Síntomas de resfriado.
- Sensación general de malestar.
- Fiebre (39 °C; 102 °F).
- Calambres musculares.[32]
- Inflamación de los ganglios linfáticos, principalmente los situados en ingles, axilas y cuello.
- El dolor puede ocurrir antes de que la hinchazón aparezca.
- Se empiezan a gangrenar las extremidades como los dedos de los pies, manos, los labios y la punta de la nariz.[33]

Otros síntomas son sensación de asfixia, vómitos de sangre (hematemesis), dolor en las extremidades y tos. Los síntomas adicionales pueden incluir fatiga extrema, problemas gastrointestinales, delirio y coma.

## Diagnóstico
Para el diagnóstico y la confirmación se requieren pruebas de laboratorio. Preferiblemente, la confirmación es a través de la identificación del cultivo de Yersinia pestis a partir de una muestra del paciente. La confirmación de la infección puede hacerse examinando el suero tomado durante las fases temprana y tardía de la infección. Para la detección de Yersinia pestis en pacientes, se han desarrollado estudios rápidos de varilla de nivel para su uso en el campo.

## Tratamiento
Varias clases de antibióticos son eficaces en el tratamiento de la peste bubónica. Estos incluyen aminoglucósidos tales como estreptomicina y gentamicina, tetraciclinas (especialmente doxiciclina) y la fluoroquinolona ciprofloxacino. La mortalidad asociada con casos tratados de peste bubónica es de aproximadamente 1-15 %, en comparación con una mortalidad de 40-60 % en casos no tratados.
Las personas que han sido infectadas con la peste necesitan un tratamiento inmediato y por lo tanto deben recibir antibióticos dentro de las primeras 24 horas de los síntomas para prevenir la muerte. Otros tratamientos incluyen terapia con oxígeno, líquidos intravenosos y apoyo respiratorio. Las personas que han estado expuestas a otras infecciones, causadas en este caso por la peste neumónica, deben recibir antibióticos profilácticos. El uso de antibióticos como la estreptomicina y derivados, ha demostrado ser muy exitoso contra la peste bubónica dentro de las primeras 12 horas de la infección.

## Sociedad y cultura
La elevada tasa de mortalidad asociada al trastorno por los brotes de la plaga ha hecho que el tema sea prominente en una serie de cuentas históricas y ficticias desde que la enfermedad fue reconocida por primera vez. La peste negra en particular se describe y se hace referencia a ella en numerosas fuentes contemporáneas, como, por ejemplo, en las obras de Geoffrey Chaucer (Los cuentos de Canterbury), Giovanni Boccaccio (Decamerón) y Francesco Petrarca (Cancionero), consideradas parte del canon occidental. En el Decamerón de Boccaccio su historia se desenvuelve en torno a individuos que han huido de Florencia hacia otra villa con el fin de huir de la peste negra. Bocaccio fue la primera persona que escribió relatos de vida a través de los años de la plaga, que se han hecho populares a través de siglos y culturas. En la obra del siglo XIX Los Novios, de Alessandro Manzoni, se describe con enorme profundidad la peste italiana de 1629-1631, a menudo denominada La gran peste de Milán.
Las obras del siglo XX como, por ejemplo, la novela La peste de Albert Camus, o la película El séptimo sello de Ingmar Bergman han utilizado la peste bubónica en entornos tales como las ciudades en cuarentena, ya sea en una época contemporánea (la de Camus) o medieval (la de Bergman) como telón de fondo para explorar una variedad de conceptos. Los temas comunes en este tipo de obras incluyen la ruptura de la sociedad, las instituciones y los individuos durante la peste, la confrontación cultural y psicológica existencial con la mortalidad y el uso alegórico de la plaga haciendo referencia a cuestiones morales o espirituales contemporáneas.

### Guerra biológica
La peste está relacionada con los primeros casos de guerra biológica, ya que se tiene registro de ejércitos del siglo XIV que catapultaban cadáveres infectados sobre las murallas de pueblos y aldeas con el fin de propagar la peste.
Posteriormente, la peste fue utilizada durante la segunda Guerra chino-japonesa como un arma biológica por el Ejército Imperial Japonés. Estas armas fueron proporcionadas por las unidades de Shirō Ishii y usadas en experimentos con seres humanos antes de ser utilizadas en el campo. Por ejemplo, en 1940, el Servicio Aéreo Imperial Japonés bombardeó Ningbo con pulgas que eran portadoras de la peste bubónica. Durante los juicios por crímenes de guerra de Jabárovsk, los acusados, como el general de división Kiyashi Kawashima, declararon que, en 1941, 40 soldados miembros de la Unidad 731 habían lanzado moscas contaminadas con la peste en la población de Changde. Estos bombardeos causaron brotes epidémicos de peste.

## Bibliografía

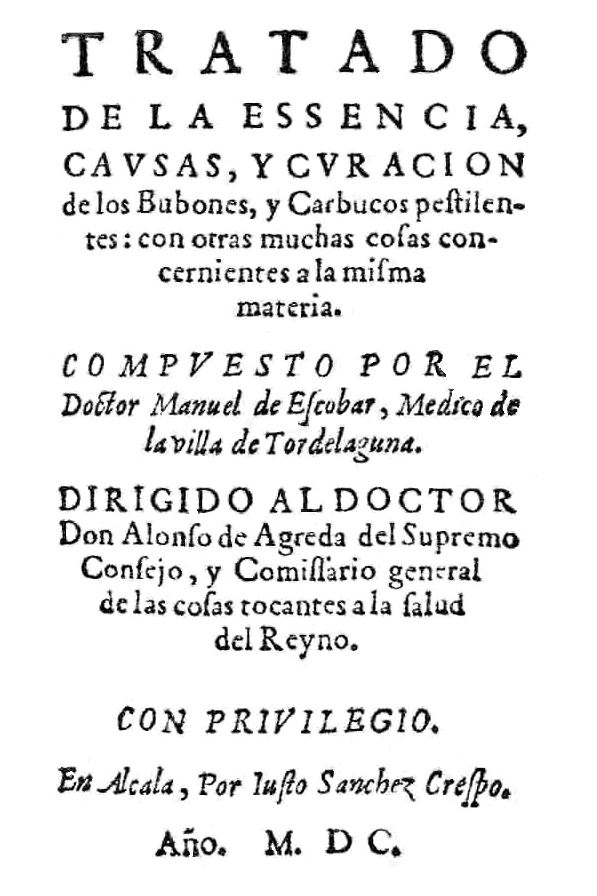
Tratado de los bubones y carbuncos pestilentes (Manuel de Escobar, 1600)